# Charles William Peach
Pour les articles homonymes, voir Peach.
 (septembre 2018).
Si vous disposez d'ouvrages ou d'articles de référence ou si vous connaissez des sites web de qualité traitant du thème abordé ici, merci de compléter l'article en donnant les références utiles à sa vérifiabilité et en les liant à la section « Notes et références ».
Charles William Peach, né le 30 septembre 1800 à Wansford, Northamptonshire et mort le 28 février 1886, est un naturaliste et un géologue britannique.
Il reçoit une éducation élémentaire à Wansford et à Folkingham dans le Lincolnshire et assiste durant plusieurs années ses parents dans la ferme familiale.
Peach se retire du gouvernement en 1861, et meurt en 1886 à Édimbourg.